# Kaley Cuoco
Kaley Christine Cuoco (wym. /ˈkwoʊkoʊ/; ur. 30 listopada 1985 w Camarillo, w Kalifornii) – amerykańska aktorka telewizyjna i filmowa.
Występowała w roli Bridget Hennessy w sitcomie 8 prostych zasad, Billie Jenkins w serialu Czarodziejki oraz Penny w sitcomie Teoria wielkiego podrywu. Laureatka nagrody Teen Choice, dwukrotnie także nominowana do tego lauru, trzykrotnie nominowana do Nagrody Młodych Artystów. W głównej roli, jako Blanca Champion, wystąpiła w horrorze komediowym Killer Movie (2008).

## Życie prywatne
Przez blisko dwa lata spotykała się z aktorem Johnnym Galeckim, z którym grała w serialu Teoria wielkiego podrywu; po rozstaniu pozostali w przyjacielskich relacjach. Od 31 grudnia 2013 do maja 2016 jej mężem był tenisista Ryan Sweeting. 30 czerwca 2018 poślubiła dżokeja Karla Cooka, z którym zaręczyła się 30 listopada 2017 roku. 30 marca 2023 urodziła córkę, Matildę.

## Filmografia

### Filmy
- 2017: Detektyw Handsome: Netflix – film kryminalny (Handsome: A Netflix Mystery Movie), jako ona sama
- 2015: The Wedding Ringer, jako Gretchen Palmer
- 2013: Scribble, jako Hannah Rinaldi
- 2012: The Last Ride, jako Wanda
- 2012: Drew Peterson: Untouchable, jako Stacy Peterson
- 2011: Hop, jako Sam O’Hare
- 2010: The Penthouse, jako Erica Roc
- 2008: Killer Movie, jako Blanca Champion
- 2007: Klub Dzikich Kotek (Cougar Club), jako Amanda
- 2007: Your Mommy Kills Animals
- 2007: Grubasem być (To Be Fat Like Me), jako Alyson
- 2006: Separated at Worth, jako Gabby
- 2006: Wasted, jako Katie
- 2006: Bratz: Passion 4 Fashion – Diamondz, jako Kirstee (głos)
- 2005: Szczęśliwa trzynastka (Lucky 13), jako Sarah Baker
- 2004: Debating Robert Lee, jako Maralee Rodgers
- 2004: The Hollow, jako Karen
- 2004: 10.5 w skali Richtera (10.5), jako Amanda Williams
- 2004: Szefowa (Crimes of Fashion), jako Brooke
- 2000: To nie może być niebo (Can’t Be Heaven), jako Teresa
- 2000: Grunt to rodzinka - Gdy gasły światła na planie (Growing Up Brady), jako Maureen McCormick
- 2000: Alley Cats Strike, jako Elisa Bowers
- 1998: Zwierciadło Zbrodni (Mr. Murder), jako Charlotte Stillwater
- 1997: Mąż idealny (Picture Perfect), jako mała dziewczynka
- 1997: Zębowa wróżka (Toothless), jako Lori
- 1995: Zabójcza perfekcja (Virtuosity), jako Karin
- 1992: Rachunek za śmierć (Quicksand: No Escape), jako Connie Reinhardt

### Seriale
- 2020: Stewardesa (The Flight Attendant), jako Cassandra „Cassie” Bowden
- 2009: Plotkara (Gossip Girl), jako Rebecca Dubrovich (gościnnie)
- 2009: Szpital Miłosierdzia (Mercy), jako Kayla Reynolds (gościnnie)
- 2007–2019: Teoria wielkiego podrywu (The Big Bang Theory), jako Penny
- 2007: Skazany na śmierć (Prison Break), jako Sasha (gościnnie)
- 2006–2008: Monster Allergy, jako Elena Potato
- 2004–2006: Brenda i pan Whiskers (Brandy & Mr. Whiskers), jako Brandy Harrington (głos)
- 2006: Bratz, jako Kirstee (głos)
- 2005–2006: Czarodziejki (Charmed), jako Billie Jenkins
- 2004–2010: 6 w pracy (6teen), jako Chrissie Baldwin (głos)
- 2004: Świat według Dzikich (Complete Savages), jako Erin (gościnnie)
- 2002–2005: 8 prostych zasad (8 Simple Rules... for Dating My Teenage Daughter), jako Bridget Hennessy
- 2003: Prawdziwe powołanie (Tru Calling), jako Shakira Saunders
- 2003: CSI: Kryminalne zagadki Las Vegas (C.S.I.: Crime Scene Investigation), jako Zoe Young
- 2002: The Nightmare Room, jako Kristin Ferris
- 2002: The Ellen Show, jako Vanessa
- 2001: Siódme niebo (7th Heaven), jako Lynn (gościnnie)
- 2000–2001: Zalotnik w akcji (Ladies Man), jako Bonnie Stiles
- 2000: Don't Forget Your Toothbrush, jako Ashley
- 1998: The Tony Danza Show, jako Pammie Green
- 1996: Ellen, jako mała Ellen (gościnnie)
- 1994: Moje tak zwane życie (My So-Called Life), jako młoda Angela (gościnnie)
- 1994: Przystanek Alaska (Northern Exposure), jako 7-letnia Miranda (gościnnie)